# Będzin
Będzin (en yiddish Bendin בענדין; en alemán Bendzin) es una ciudad polaca ubicada en el Voivodato de Silesia, al sur de país. Ubicada en las tierras altas de Silesia, en el río Czarna Przemsza (un afluente del Vístula), la ciudad integra la conurbación, o un área metropolitana, de Katowice, con una población de más de 2 millones de personas. Desde 2018, parte de la Metrópolis de Alta Silesia-Zagłębie.

## Historia
De acuerdo con ciertos hallazgos arqueológicos, en la zona han existido asentamientos humanos, la menos desde la Alta Edad Media. La primera mención histórica de Będzin ocurrió en 1301, cuando se la muestra como un pueblo. En 1358 se le otorgaron derechos de Magdeburgo, siendo declarada ciudad.
Hasta la Segunda Guerra Mundial, en Będzin había una comunidad judía vibrante. De acuerdo con el censo ruso de 1897, de una población total de 21.200, 10.800 habitantes eran judíos (cerca del 51%). Según el censo de polaco 1921 en la ciudad había una comunidad judía integrada por 17.298 personas, es decir el 62,1% de su población total.
En septiembre de 1939, el ejército alemán invadió la región, seguido por los escuadrones de la muerte de la SS (Einsatzgruppen), que quemaron la sinagoga de la ciudad, asesinando a muchos de los judíos de la ciudad. Posteriormente, en 1942, fue creado un gueto en Będzin para concentrar a la población judía. El cual fue liquidado en el verano de 1943, siendo deportados la mayoría de los judíos de Będzin, al Campo de Exterminio de Auschwitz.

## Principales monumentos
- Castillo de Będzin del siglo XIV
- Murallas defensivas de la ciudad del siglo XIV
- Sinagoga Mizarachi en la casa de vecinos de Wiener
- El Palacio Mieroszewski con parque de principios del siglo XIX siglo 18